# Геофагия
Геофагията (литофагия) е практиката на поглъщане на почва или почвоподобни вещества (глина, тебешир), с вероятна цел набавяне на необходими минерали. Среща се при хората и животните.
Международната класификация на болестите включва геофагията в категорията на хранителните разстройства.